# You Nasty
You Nasty – dwunasty album studyjny amerykańskiego rapera Too Shorta. Trafił do sprzedaży 12 października 2000 roku.
30 października 2000 roku album według Recording Industry Association of America uzyskał status złotej płyty.

## Lista utworów
Opracowano na podstawie źródła.
1. „Anything is Possible”
2. „You Nasty”
3. „Pimp Shit”  (gościnnie Kokane)
4. „Just Like Dope”  (gościnnie E-40)
5. „Call Me Daddy”
6. „Recognize Game'  (gościnnie Chyna Whyte)
7. „She Know”  (gościnnie Nation Riders)
8. „2 Bitches”
9. „All The Time”
10. „Where They At”  (gościnnie Captain Save Em)
11. „Don't Hate The Player”
12. „Be My Dirty Love”
13. „Nation Riders Anthem”
14. „Old School"